# Dannike distrikt
Dannike distrikt är ett distrikt i Borås kommun och Västra Götalands län. 
Distriktet ligger öster om Borås. 

## Tidigare administrativ tillhörighet
Distriktet inrättades 2016 och utgörs av socknen Dannike i Borås kommun
Området motsvarar den omfattning Dannike församling hade vid årsskiftet 1999/2000.